# 卡氏蚁鵙
卡氏蚁鵙（学名：Thamnophilus cryptoleucus）是蚁鵙科蚁鵙属的一种，发现于巴西、哥伦比亚、厄瓜多尔和秘鲁。
卡氏蚁鵙的自然栖息地是亚热带或热带的湿润低地森林以及严重退化的前森林。